# 利瓦伊·伍德伯里
利瓦伊·伍德伯里（英語：Levi Woodbury，1789年12月22日—1851年9月4日）是美国的一名政治家，杰克逊民主党人，曾任新罕布什尔州州长（1823年-1824年）、聯邦參議員（1825年-1831年、1841年-1845年）、美国海军部长（1831年-1834年）、美国财政部长（1834年-1841年）和美国最高法院大法官（1845年-1851年）。
| 官衔                   | 官衔                         | 官衔                          |
| ---------------------- | ---------------------------- | ----------------------------- |
| 前任者： 塞缪尔·贝尔   | 新罕布什尔州州长 1823–1824   | 繼任者： 戴维·L·莫里尔        |
| 前任者： 约翰·布兰奇   | 美国海军部长 1831–1834       | 繼任者： 马伦·迪克森          |
| 前任者： 罗杰·B·托尼   | 美国财政部长 1834–1841       | 繼任者： 托马斯·尤因          |
| 司法职务               |                              |                               |
| 前任者： 約瑟夫·斯多利 | 美國最高法院大法官 1845–1851 | 繼任者： 本杰明·罗宾斯·柯蒂斯 |